# Kohleria spicata
Kohleria spicata är en tvåhjärtbladig växtart som först beskrevs av Carl Sigismund Kunth, och fick sitt nu gällande namn av Oerst.. Kohleria spicata ingår i släktet Kohleria och familjen Gesneriaceae. Inga underarter finns listade i Catalogue of Life.

## Bildgalleri

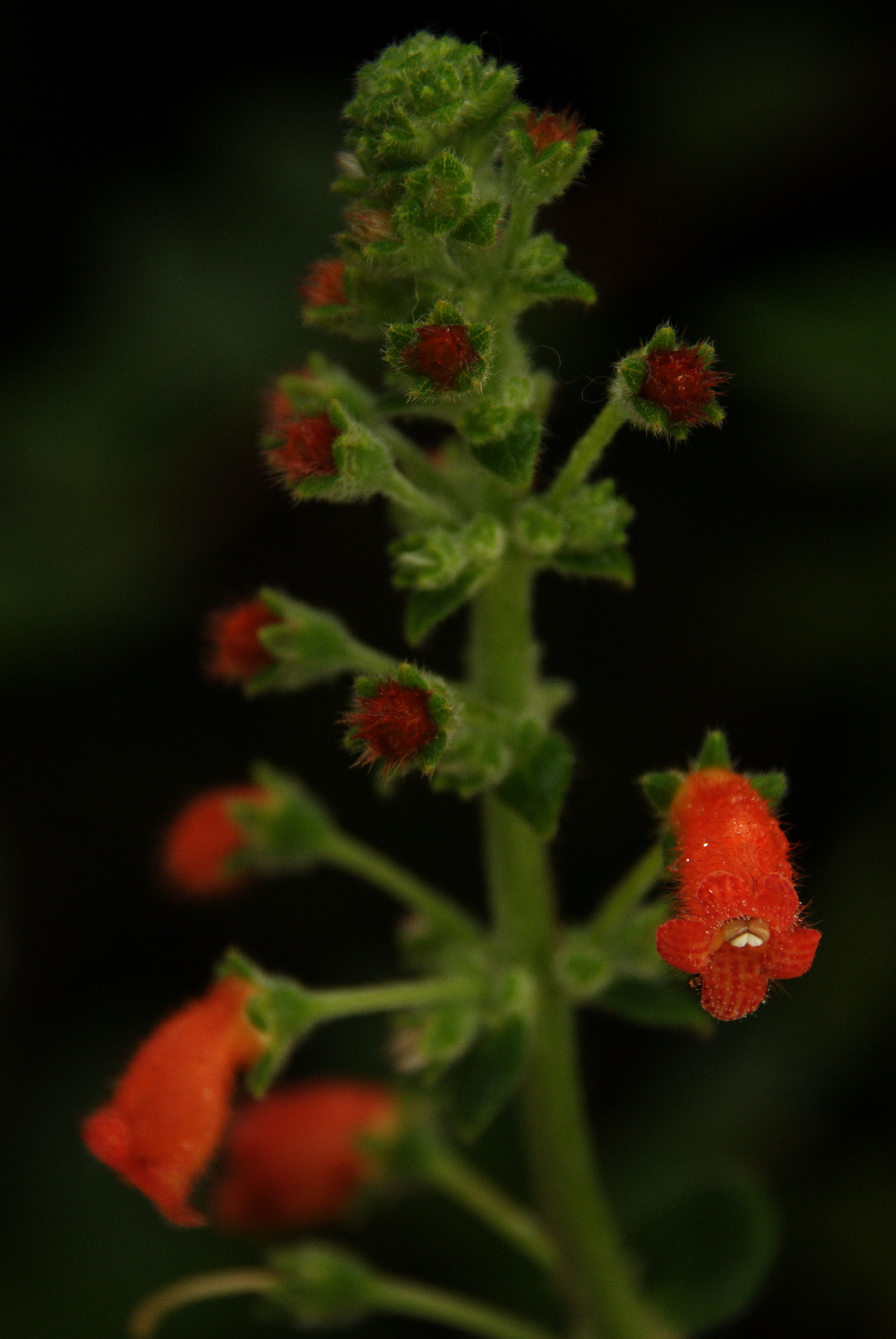